# El Faraón (telenovela)
El Faraón fue una telenovela colombiana producida por Caracol Televisión en 1984. Contó con la participación de nuevos talentos para la televisión y la música colombiana como Carlos Vives.
La historia tiene como protagonista a Telesforo Numas, que posteriormente lo apodaban como "el faraón de Otegua", un empleado de la alcaldía que recorría largos trayectos para enviar y traer correspondencia al pueblo con su bicicleta, dado que tiene condiciones para hacerlo, pues, en la población de Otegua, donde es oriundo, no contaba con oficinas de correos y tenía que ir pedaleando hacia La Tebaida donde está la oficina de correo.
Lo apodaban "el faraón" porque en una competencia de ciclismo organizado por un grupo de amigos, usaba una pañoleta o en su defecto una toalla pequeña húmeda junto con su gorro para evadir del sol a raíz de las pedaleadas.

## Elenco
- Jorge Emilio Salazar - Telésforo Numas
- Lyda Zamora - Diana
- Ronald Ayazo - Malambo Ortiz
- Armando Gutiérrez - Phillip Morgan
- Iván Rodríguez - Rogelio Quiñones
- Nelly Moreno - Amelia Numas
- Alberto Saavedra - Boanerges
- Víctor Cifuentes - Tulio
- Clemencia Velázquez
- Flor Vargas - La madre de Telésforo
- Carlos Vives - Capitolino Rojas
- Hector Rivas - Nicasio del Río
- Nórida Rodríguez - Camelia del Río
- Carmenza Gómez
- Vicky Hernández
- Alicia de Rojas
- Humberto Quintero
- Moisés Angulo
- Astrid Junguito
- José Saldarriaga
- Javier Sáenz
- Rafael Bohórquez
- Humberto Arango
- Bruno Díaz
- Lucero Gómez
- Cristina Penagos

## Premios y nominaciones

### Premios India Catalina
| Año  | Categoría              | Nominado(a)       | Resultado |
| ---- | ---------------------- | ----------------- | --------- |
| 1985 | Mejor actor de reparto | Armando Gutiérrez | Ganador   |

- Datos: Q5821930